# پیکستوون (داکوتای جنوبی)
پیکستوون(به انگلیسی: Pickstown) شهری در ایالت داکوتای جنوبی کشور ایالات متحده آمریکا است که جمعیت آن در سرشماری سال ۲۰۱۰ میلادی، ۲۰۱ نفر بوده‌است.